# Цинхай
Цинхай (на китайски: 青海, пинин: Qīnghǎi) е провинция в западната част на Централен Китай. Административен център на провинцията е град Синин.

## География
Провинцията Цинхай е разположена в източната част на една от най-големите планински системи в Азия – Кун Лун. Основната верига на Кун Лун пресича Цинхай от северозапад на югоизток и достигат височина 6-7 хил. м. Климатът е рязко изразен континентален, с прохладно лято и сурова зима. Валежите са в рамките на 300-500 мм годишно, затова в ниските части са често срещани полупустините и пустините. Оттук водят началото си най-големите азиатски реки – Яндзъ, Хуанхъ, Меконг. Има и множество безотточни езера, най-голямото от които е дало името на провинцията.

## История
В края на III век в района на едноименното езеро се образувала държавата Туюхун, оглавена от клон на сиенбейския род Мужун, преселил се от южна Манджурия. Тя просъществува до 670 година, когато е превзета от тибетците.

## Транспорт
Железницата Ланчинг между Ланджоу, Гансу и Синин, столицата на провинцията, е завършена през 1959 година и е главната транспортна връзка в провинцията и извън нея. Продължението ѝ Цинхай-тибетската железница минаваща през Голмуд е един от най-амбициозните проекти в историята на КНР. Завършена е през 2005 и свързва Тибет с останалата част на Китай именно през Цинхай. Шест национални магистрали минават през провинцията. Летище Цинхай има полети то Пекин, Ланджоу, Голмуд и Делинга.